# 886 Washingtonia
886 Washingtonia è un asteroide della fascia principale del diametro medio di circa 90,56 km. Scoperto nel 1917, presenta un'orbita caratterizzata da un semiasse maggiore pari a 3,1778439 UA e da un'eccentricità di 0,2632177, inclinata di 16,83387° rispetto all'eclittica.
Il suo nome è in onore di George Washington, il primo presidente degli Stati Uniti d'America.